# Abronia vasconcelosii
Abronia vasconcelosii es una especie de lagartos diploglosos de la familia Anguidae. Es endémico del altiplano de Guatemala. Su rango altitudinal oscila entre 2000 y 2200 m s. n. m..

## Estado de conservación
Se encuentra amenazada por la pérdida de su hábitat natural.